# Cethegus broomi
Cethegus broomi är en spindelart som först beskrevs av Henry Roughton Hogg 1901.  Cethegus broomi ingår i släktet Cethegus och familjen Dipluridae.
Artens utbredningsområde är New South Wales. Inga underarter finns listade i Catalogue of Life.